# XIX Premis Iris
Els XIX Premis Iris foren entregats per l'Acadèmia de les Ciències i les Arts de Televisió d'Espanya el 24 d'octubre de 2017.
La cerimònia d'entrega va tenir lloc als cinemes Kinépolis de Madrid i fou presentada per Raquel Sánchez Silva i Pere Aznar. La gala es van emetre en directe per la pàgina web i el twitter de l'Acadèmia de les Ciències i les Arts de Televisió d'Espanya.

## Premiats i nominats
| Categoria                   | Persona | Sèrie/Programa                            | Cadena    | Resultat    |
| --------------------------- | --- | ----------------------------------------- | --------- | ----------- |
| Actor                       | Hugo Silva | El ministerio del tiempo                  | La 1      | Guanyador   |
| Actor                       | Pedro Casablanc | Mar de plástico                           | Antena 3  | Nominat     |
| Actor                       | Francesc Garrido | Sé quién eres                             | Telecinco | Nominat     |
| Actor                       | Nancho Novo | Amar es para siempre                      | Antena 3  | Nominat     |
| Actor                       | Josep Maria Pou | Nit i dia                                 | TV3       | Nominat     |
| Actriu                      | Blanca Portillo | Sé quién eres                             | Telecinco | Guanyadora  |
| Actriu                      | Marta Etura | La sonata del silencio                    | La 1      | Nominada    |
| Actriu                      | Cayetana Guillén Cuervo | El ministerio del tiempo                  | La 1      | Nominada    |
| Actriu                      | María León | Allí abajo                                | Antena 3  | Nominada    |
| Actriu                      | Blanca Suárez | Lo que escondían sus ojos                 | Telecinco | Nominada    |
| Actriu                      | Leonor Watling | Pulsaciones                               | Antena 3  | Nominada    |
| Presentador/a d'informatius | Matías Prats | Antena 3 Noticias                         | Antena 3  | Guanyador   |
| Presentador/a d'informatius | Antonio García Ferreras | Al rojo vivo                              | LaSexta   | Nominat     |
| Presentador/a d'informatius | Pilar García Muñiz | Telediario                                | La 1      | Nominada    |
| Presentador/a d'informatius | Mónica López | Telediario                                | La 1      | Nominada    |
| Presentador/a d'informatius | Helena Resano | La Sexta Noticias                         | LaSexta   | Nominada    |
| Presentador/a de programes  | Christian Gálvez | Pasapalabra                               | Telecinco | Guanyador   |
| Presentador/a de programes  | Lara Álvarez | Supervivientes                            | Telecinco | Nominada    |
| Presentador/a de programes  | Jesús Calleja | Planeta Calleja                           | Cuatro    | Nominat     |
| Presentador/a de programes  | Manel Fuentes | Tu cara me suena                          | Antena 3  | Nominat     |
| Presentador/a de programes  | Cristina Pardo | Malas compañías                           | LaSexta   | Nominada    |
| Presentador/a de programes  | Jacob Petrus | Aquí la Tierra                            | La 1      | Nominat     |
| Presentador/a de programes  | Elena Sánchez | Historia de nuestro cine                  | La 2      | Nominada    |
| Direcció                    | Pablo Motos i Jorge Salvador                                                                                                 | El hormiguero 3.0                         | Antena 3  | Guanyadores |
| Direcció                    | David Beriain | Clandestino: el cártel de Sinaloa         | DMAX      | Nominat     |
| Direcció                    | Rodrigo Blázquez | La Sexta columna                          | LaSexta   | Nominat     |
| Direcció                    | Laura Caballero, Alberto Caballero i Miguel Albaladejo                                                                       | La que se avecina                         | Telecinco | Nominats    |
| Direcció                    | Juan Serrano | En el punto de mira                       | Cuatro    | Nominat     |
| Direcció                    | - | Supervivientes                            | Telecinco | Nominats    |
| Guió                        | Alex Pina, Esther Martínez Lobato, David Barrocal, Pablo Roa, Esther Morales, Fernando Sancristóbal y Javier Gómez Santander | La casa de papel                          | Antena 3  | Guanyadores |
| Guió                        | Lluís Arcarazo, Jordi Galceran i Ferrer, Oriol Paulo i Jordi Vallejo                                                         | Nit i dia                                 | TV3       | Nominats    |
| Guió                        | Alberto Caballero, Daniel Deorador, Araceli Álvarez de Sotomayor i Laura Caballero                                           | La que se avecina                         | Telecinco | Nominats    |
| Guió                        | Marta Sánchez y Olatz Arroyo                                                                                                 | Allí abajo                                | Antena 3  | Nominadas   |
| Guió                        | - | LocoMundo                                 | #0        | Nominats    |
| Realitzación                | David Flecha i David Pinillos                                                                                                | Velvet                                    | Antena 3  | Guanyadores |
| Realització                 | Javier Ruiz | El puente                                 | #0        | Nominat     |
| Realització                 | Juan Carlos Carrasco | MasterChef                                | La 1      | Nominat     |
| Realització                 | María Zarazúa | Zapeando                                  | LaSexta   | Nominada    |
| Realització                 | - | Supervivientes                            | Telecinco | Nominats    |
| Producció                   | Jesús Calleja | Planeta Calleja                           | Cuatro    | Guanyador   |
| Producció                   | Encarna Pardo i Ana Muntaner                                                                                                 | Top Chef                                  | Antena 3  | Nominades   |
| Producció                   | - | España dividida: la Guerra Civil en color | DMAX      | Nominats    |
| Producció                   | - | Operación: And the Andarán                | La 1      | Nominats    |
| Producció                   | - | Supervivientes                            | Telecinco | Nominats    |
| Ficció                      | - | El ministerio del tiempo                  | La 1      | Guanyador   |
| Ficció                      | - | Allí abajo                                | Antena 3  | Nominat     |
| Ficció                      | - | Nit i dia                                 | TV3       | Nominat     |
| Ficció                      | - | El padre de Caín                          | Telecinco | Nominat     |
| Ficció                      | - | Sé quién eres                             | Telecinco | Nominat     |
| Ficció                      | - | Velvet                                    | Antena 3  | Nominat     |
| Programa                    | - | Tu cara me suena                          | Antena 3  | Guanyador   |
| Programa                    | - | First Dates                               | Cuatro    | Nominat     |
| Programa                    | - | MasterChef Celebrity                      | La 1      | Nominat     |
| Programa                    | - | OT: El Reencuentro                        | La 1      | Nominat     |
| Programa                    | - | Supervivientes                            | Telecinco | Nominat     |
| Informatiu                  | - | Telediario 1                              | La 1      | Guanyador   |
| Informatiu                  | - | Antena 3 Noticias Fin de semana           | Antena 3  | Nominat     |
| Informatiu                  | - | La Sexta columna                          | LaSexta   | Nominat     |

## Premis especials i autonòmics

### Premi a Tota una vida
- Xavier Sardà

### Millor Presentador/a de programes autonòmics
- Ramón García per En compañía (CMM TV)

### Millor Programa Autonòmic
- Land Rober - Tunai Show (Televisión de Galicia)